# Hans Heine (Jurist)
Hans Heine (geb. 15. Januar 1900, gest. nach 1961) war ein deutscher Jurist. Ab 1942 war er Amtsgerichtsrat am Sondergericht beim deutschen Landgericht Prag. Er war dort an mindestens 46 Todesurteilen beteiligt. Nach dem Zweiten Weltkrieg war er Amtsgerichtsrat in Duisburg.

## Lebensweg
Sein Studium der Rechtswissenschaft schloss Heine mit der Promotion zum Dr. iur. ab. Im Protektorat Böhmen und Mähren war Heine ab 1942 als Amtsgerichtsrat am Sondergericht Prag tätig. Er war beisitzender Richter in allen Kammern des Sondergerichts Prag sowie Ersatzmitglied der fliegenden Kommission des so genannten „Schnellen Sondergerichts“. Heine konnte seine Mitwirkung an 46 Todesurteilen nachgewiesen werden. Dazu zählen das Gerichtsverfahren gegen den tschechoslowakischen Staatsangehörigen Richard Bloch aus Warschau, geboren am 5. Juni 1916, der am 15. April 1943 vom Sondergericht Prag zum Tode verurteilt wurde, weil er aus dem Warschauer Ghetto entflohen war und sich auf dem besetzten Gebiet der Tschechoslowakei (ČSR) versteckt gehalten hatte, sowie das Verfahren gegen Josef Lorenc aus Markvarec, geboren am 15. Februar 1887, der am 19. April 1943 wegen Nichtablieferung von Getreide zum Tode verurteilt wurde (GZ: 4K Ls 103/43-1-642/43). Unter Mitwirkung von Heine wurde am 2. November 1944 Jaroslav  Macháček aus Königgrätz, geboren am  26. Mai 1913, zum Tode verurteilt, weil er in Anwesenheit von Zeugen das Misslingen des Attentats auf Hitler bedauert hatte (GZ: 5 K Ls 296/44 - II - 1931/44). Oldrich Knezik aus Vlašim, geboren am 20. Februar 1907, wurde am 17. Januar 1944 wegen Einbau eines Kurzwellenempfängers und Abhörens ausländischer Rundfunk-Nachrichten zum Tode verurteilt.
Nach dem Ende des Zweiten Weltkriegs war Heine Amtsgerichtsrat in Duisburg. Im Mai 1961 wurde Heine auf eigenen Antrag nach § 116 des Richtergesetzes vorzeitig pensioniert.